# Damogen Furies
Albums de Squarepusher
Music for Robots
(2014) Elektrac
(2017)
Damogen Furies est un album de Squarepusher sorti le 19 avril 2015.
Tom Jenkinson raconte qu'il a composé cet album « en n’ayant que le live à l’esprit ». Il s'aide pour cela d'un logiciel qu'il a lui-même mis au point, afin « d'être en mesure de garder un arrangement musical identique du studio à la scène ».
Pour Pitchfork, « des morceaux comme "Stor Eiglass" et "Exjag Nives", avec leurs mélodies de synthé espacées de breakbeats, n'ont jamais autant rapproché Squarepusher de l'EDM pour festivals ».

## Liste des morceaux
| 1.    | Stor Eiglass  | 4:32 |
| 2.    | Baltang Ort   | 6:14 |
| 3.    | Rayc Fire 2   | 4:44 |
| 4.    | Kontenjaz     | 3:44 |
| 5.    | Exjag Nives   | 5:20 |
| 6.    | Baltang Arg   | 6:50 |
| 7.    | Kwang Bass    | 6:15 |
| 8.    | D Frozent Aac | 5:48 |
| 43:27 |               |      |